# Aeropuerto Gustavo Rojas Pinilla (Tunja)
El Aeropuerto General Gustavo Rojas Pinilla de Tunja (código IATA: GUS, código OACI: SKTJ) es un aeropuerto localizado en la ciudad de Tunja, capital del departamento de Boyacá, Colombia, y situado geográficamente al nororiente de la ciudad en una submeseta en la vereda de Pirgua en la meseta donde se ubica la capital. Inaugurado en 1955 tras un periodo de construcción de dos años.
Actualmente no se encuentra en funcionamiento debido a dificultades propias de la longitud de la pista, que lo hace apto solo para operaciones en naves tipo STOL.
En la actualidad se encuentran apto para el funcionamiento de naves tipo STOL, así: Twin Otter, Cessna 208 Caravan, Let L-410 Turbolet, Dornier Do 228, Harbin Y-12 y Pilatus PC-12 los cuales obscilan entre 10 a 19 sillas, dependiendo el tipo de fuselaje.

## Historia
En 1947, el General tunjano Gustavo Rojas Pinilla ordenó la construcción del aeropuerto que llevaría su nombre, iniciando su construcción en 1953; fue finalmente inaugurado en 1955. Durante largos años prestó sus servicios con vuelos de aviones DC-3, DC-4, y otras pequeñas aeronaves hacia ciudades de la Costa Atlántica y de los Llanos Orientales. La pista de aterrizaje dejó de funcionar por lo menos 40 años por intereses y presiones económicas y políticas de otras regiones del departamento y por la falta de iniciativa política de los gobernantes de Tunja. Hacia el año de 1997, Manuel Arias Molano, entonces alcalde de la ciudad, gestionó cerca de 500 millones de pesos que se invirtieron en la adecuación de la pista, su demarcación y en la construcción de la torre de control, el terminal de pasajeros y las oficinas administrativas a través de la intervención del grupo de ingeniería militar del Ejército Nacional. En marzo de 2005 el alcalde de la ciudad Benigno Hernán Díaz retomó la iniciativa y dio la orden de reinaugurar la pista en un acto presidido por el entonces Ministro de Transporte Andrés Uriel Gallego. Es de anotar que en el año 2005, Álvaro Uribe Vélez, exdirector de la Aerocivil y entonces Presidente de la República, sugirió y recomendó enfáticamente en un consejo comunitario en Boyacá "No utilizar el Aeropuerto para fines distintos a su propósito" por ser estratégica su ubicación y de vital importancia para una ciudad Capital de departamento y para la capital de la república, la cual hoy posee más de 200.000 habitantes, habiéndose convertido en un nuevo polo de desarrollo económico del centro oriente colombiano.
Con la recuperación realizada a la infraestructura aeroportuaria en el año de 1997, bajo la iniciativa privada del entonces Presidente y propietario mayoritario de AeroRepublica, el Boyacense Alfonso Ávila Velandia, hoy propietario de la aerolínea EasyFly, quién en asocio con otros capitalistas Boyacenses, consideró prudente crear las Aerolíneas Regionales de Colombia, cuya misión tenía conectar a Tunja con Bogotá, Bucaramanga, Yopal y Muzo para lo cual habían considerado técnicamente utilizar aviones Twin Otter con capacidad para 19 pasajeros, el proyecto fue presentado al Grupo Evaluador de Proyectos Aerocomerciales de la Aeronáutica Civil-Aerocivil, con el apoyo de su entonces director general Abel Enrique Jiménez Neira, lamentablemente el plan de conectividad para Boyacá fue cancelado toda vez que las políticas aeronáuticas del momento, restringia el uso de esas naves por no ser presurizadas y las aerovías que utilizaría eran a gran altura, así mismo CorpoBoyacá, siguiendo lineamientos políticos contrarios a los intereses de Tunja que impuso trabas para expedir la licencia ambiental, que facilitaría la adecuación de las zonas de seguridad y visibilidad de la pista de aterrizaje, permitiendo talar algunos árboles para ese fin.

### Operatividad Actual
Desde el año 2006, el Aeropuerto se ha utilizado como aeródromo de arribo para vuelos de instrucción procedentes del Aeropuerto Guaymaral de Bogotá. Eventualmente ha sido de utilidad para el despegue de helicópteros del Ejército Nacional tipo MI y Blackhawk por la cercanía al Batallón Bolívar del distrito militar N° 7 así como de transporte de valores en Taxi Aéreo Ejecutivo en aviones tipo Cessna Caravan, Cessna 205, Cessna 206, Piper y Beechcraft Baron 58.
A pesar de todo, el aeródromo aún no se ha puesto en funcionamiento pleno para el público. El aeropuerto, sin embargo, pudiese cumplir la función de puente aéreo, logístico, humanitario y de estrategia comercial y turística para el departamento de Boyacá con ciudades de la Costa Atlántica Colombiana, Venezuela, el Eje cafetero, los Llanos Orientales, y demás ciudades de la Región andina (Colombia). No obstante durante el desarrollo del Paro Agrario Nacional, realizado a finales de agosto de 2013, fue el Aeropuerto Tunjano ese medio de movilización de muchos Boyacenses y otros visitantes, que se vieron impedidos para trasladarse por tierra ante los distintos obstáculos puestos en las vía, que comunica con Bogotá, siendo los taxis aéreos el medio de transporte propocio del momento con sus Cessna 208 Caravan, Piper J-3 Cub, entre otros. En una época en que se generaron hasta diez operaciones diarias desde y hacia Tunja, durante todo el paro. Incluso el avión Twin Otter de la Policía Nacional aterrizó y despegó desde Tunja sin dificultad alguna.
El Plan de Ordenamiento Territorial de Tunja sancionado en el segundo semestre de 2014, reservó un área de terreno para la prolongación de la pista de aterrizaje por la cabecera 022, ubicada en sentido norte.
La Aeronáutica Civil el 24 de junio de 2016 publicó un proceso contractual, bajo modalidad de Licitación Pública por valor de 1 106 795 000 pesos con el fin de ejecutar los trabajos del cierre total de este terminal aéreo, como parte de los acuerdos concertados con la Alcaldía de Tunja 2016-2019 quien buscara los mecanismos para recuperar el edificio del terminal y la torre de control del mismo, los cuales fueron objeto de vandalismo y saqueo, para ello se trabajara en articulación con el operador privado que en estos momentos se encuentra asentado en este terminal, por su parte Corpoboyacá tiene la tarea de dar viabilidad para prolongar la pista en 400 metros más en sentido norte, tal como lo enuncia el POT.

## Características meteorológicas
- Vientos predominantes: sur-norte todo el año a excepción eventual de los meses de invierno y verano;octubre, noviembre y enero.
- Velocidad del viento promedio en épocas de mayores ventiscas: 28,8 km/h
- Ráfagas de viento promedio: 25,8 km/h
- Precipitación promedio (mm)-<1<1<1<1
- Distribución de precipitación en 55 kilómetros promedio todo el año.
- Probabilidad de precipitación promedio ponderado 32%
- Poca probabilidad de vientos cruzados durante todo el año.

## Orografía
Alturas considerables y páramos hasta 3.300 m s. n. m. a solo 15 km en línea recta de la pista 22 divididos por intervalles pequeños. Alta probabilidad de densa neblina en sentido norte-sur, hacen que las aeronaves asciendan en un régimen de trepada rápido con un fuerte ángulo de ascenso buscando los intervalles luego de superar los ramales de la cordillera oriental que rodean la meseta de Tunja.

### Páramos y cerros cercanos
- Alto de Pirgua
- Alto de las Brujas
- Alto del moral
- Páramo de Guacheneque

## Destinos terminados
- Aeromel
  - Bogotá / Aeropuerto Internacional El Dorado
  - Bucaramanga / Aeropuerto Internacional Palonegro
  - Yopal / Aeropuerto El Alcaraván
  - Arauca (Arauca)/ Aeropuerto Santiago Pérez Quiroz
  - Villavicencio / Aeropuerto Vanguardia
  - Barranquilla / Aeropuerto Internacional Ernesto Cortissoz